# Пономаренко Людмила Миколаївна
Людмила Миколаївна Пономаренко (нар. 1949, місто Київ) — українська радянська діячка, в'язальниця Київської трикотажної фірми імені Рози Люксембург. Депутат Верховної Ради УРСР 9-го скликання.

## Життєпис
Освіта середня. У 1964 — 1966 р. — учениця школи фабрично-заводського навчання.
З 1966 р. — в'язальниця Київської трикотажної фірми імені Рози Люксембург.
Потім — на пенсії у місті Києві.

## Нагороди
- ордени
- медалі